# Maison de Luka Sučić à Subotica
La maison de Luka Sučić à Subotica (en serbe cyrillique : Најстарија „Кућа Луке Сучића“ у Суботици ; en serbe latin : Najstarija „Kuća Luke Sučića“ u Subotici) est située à Subotica, dans la province de Voïvodine et dans le district de Bačka septentrionale, en Serbie. Elle est inscrite sur la liste des monuments culturels protégés de la république de Serbie (identifiant no SK 1831).
Cette maison, qui remonte à la première moitié du XVIIIe siècle, est la plus ancienne de Subotica,.

## Présentation
La « plus ancienne maison de Subotica » (en serbe : Najstarija kuća Subotice) se trouve à proximité de l'ancienne tour du XVe siècle, là où se trouvait la forteresse de la ville. Selon l'historien István Iványi, elle a été construite en même temps que le couvent franciscain, dans la première moitié du XVIIIe siècle dans le style baroque provincial pour servir de maison à la famille Sučić.
Construite originellement sur plan rectangulaire, la maison prend aujourd'hui la forme de la lettre cyrille « Ш ». Elle est constituée d'un seul rez-de-chaussée ; construite en briques, elle possède des murs épais et des fondations très solides. Elle dispose aussi d'un sous-sol spacieux avec des voûtes demi-circulaires ; en plus des briques, cette cave est construite avec des pierres provenant sans doute de l'ancienne forteresse.